# Far til fire i højt humør
Far til fire i højt humør er en dansk film fra 1971 – Med den slutter Far til fire-serien, ikke i den klassiske Far til fire-serie med helt nye skuespillere.
- Manuskript og instruktion Ib Mossin.

Blandt de medvirkende kan nævnes:
- Helge Kjærulff-Schmidt – (Far)
- Bente Messmann – (Søs)
- Bo Andersen – (Lille Per)
- Buster Larsen – (Onkel Anders)
- Vera Gebuhr – (Fru Sejersen)
- Aase Werrild
- Eli Benneweis
- Claus Jespersen
- Sonny Benneweis
- Diana Benneweis
- Poul Tyron
- Ole Ishøy